# 卡达什曼·图尔固
卡达什曼·图尔古（约公元前1297年—约公元前1280年在位）（英語：Kadashman-Turgu）加喜特国王。他与赫梯国王哈图西利斯三世建立军事同盟，以防范埃及人。